# Маситисе, Ликелели
Ликелели Маситисе (англ. Likeleli Alice Masitise; род. 2 февраля 1993) — лесотская маунтинбайкерша и шоссейная велогонщица.

## Карьера
Многократная чемпионка Лесото по маунтинбайку.
Несколько раз принимала участие в чемпионате Африки по маунтинбайку. В 2016 году на проходившем чемпионате в Лесото стала серебряным призёром в смешанной командной эстафете (с Малефетсане Лесофе, Кабонина Кого и Фетесто Монесе). А на чемпионате 2017 года проходившем на Маврикии стала бронзовым призёром в кросс-кантри.
В 2016 и 2017 годах стартовала в нескольких гонках в рамках Женского мирового шоссейного календаря UCI, но все их не смогла завершить.
В 2018 году участвовала в Играх Содружества 2022 в Бирмингеме (Англия). На них в соревнованиях по маунтинбайку в кросс-кантри уступила четыре круга её победительнице англичанке Энни Ласт.

## Достижения
2014
 Чемпионат Лесото — кросс-кантри
2015
 Чемпионат Лесото — кросс-кантри
 Чемпионат Лесото — кросс-кантри марафон
2016
 Чемпионат Лесото — кросс-кантри
 Чемпионат Африки — смешанная эстафета (с Малефетсане Лесофе, Кабонина Кого и Фетесто Монесе)
3-я на Лесото Скай
2017
 Чемпионат Лесото — кросс-кантри
 Чемпионат Лесото — кросс-кантри марафон
 Чемпионат Африки — кросс-кантри марафон
2018
 Чемпионат Лесото — кросс-кантри
Лесото Скай
2019
 Чемпионат Лесото — кросс-кантри
2023
3-я на Чемпионат Лесото — кросс-кантри